# José Hierro
José Hierro del Real (Madrid, 3 de abril de 1922 - Madrid, 21 de diciembre de 2002), conocido como José Hierro o Pepe Hierro, fue un poeta español. Pertenece a la primera generación de la posguerra dentro de la llamada poesía desarraigada. 
En sus primeros libros, Hierro se mantuvo al margen de las tendencias dominantes y decidió continuar la obra de Juan Ramón Jiménez, Antonio Machado, Pedro Salinas, Gerardo Diego e, incluso, Rubén Darío. Posteriormente, cuando la poesía social estaba en boga en España, hizo poesía con numerosos elementos experimentales (collage lingüístico, monólogo dramático o culturalismo).

## Biografía
Nació en Madrid en 1922, aunque la mayor parte de su juventud transcurrió en Cantabria, puesto que su familia se trasladó a Santander cuando él contaba con apenas dos años. Allí cursó la carrera de perito industrial, que quedaría interrumpida en 1936, con el estallido de la guerra civil española. Fue en la primavera de 1936 cuando obtuvo su primer premio literario, conseguido en un concurso convocado por el Ateneo Popular de Santander. La obra premiada fue un cuento de ambiente japonés, titulado La leyenda del almendro (Vierna, 2015). El texto estuvo desaparecido durante décadas, hasta que se encontró casualmente en una donación a la Biblioteca Municipal de Santander, entre la que se encontraba una publicación a ciclostil, Rumor, dirigida por la antigua ateneista Prudencia González, en la que apareció en tres entregas, entre 1946 y 1947.  
Al finalizar la contienda Hierro fue detenido y encarcelado por pertenecer a una «organización de ayuda a los presos políticos», cuando fue acusado de sacar información del penal en las visitas que hacía a su padre, Joaquín Hierro, funcionario de Telégrafos que el 18 de julio de 1936 interceptó el cable con que la Capitanía Militar de Burgos quería sublevar a la guarnición de Santander. El futuro Premio Cervantes pasó cinco años en varias cárceles franquistas, dedicando la mayor parte de ese tiempo a enseñar a leer e ilustrar a otros presos, actividad que Hierro siempre recordaba con modestia y orgullo. Fue liberado en enero de 1944 en Alcalá de Henares, para instalarse hasta 1946 en Valencia, donde desempeñó muy diversos oficios «pane lucrando». En esa capital levantina, participó de forma activa en la tertulia literaria del Café El Gato Negro, a la que asistían, entre otros, Ricardo Blasco, Pedro Caba Landa, Angelina Gatell, y los hermanos Alejandro y Vicente Gaos. En 1948, el Diario Alerta de Santander publicó su primera crítica pictórica, sobre la obra del pintor burgalés Modesto Ciruelos (íntimo amigo suyo y que también fallecería en 2002). Hierro continuó ejerciendo el ofició de crítico de arte en distintos medios de comunicación, especialmente en Radio Nacional de España y el Diario Arriba de Madrid. En 1949 contrajo matrimonio con María de los Ángeles Torres. Cofundador con Carlos Salomón de la revista Proel, también dirigió las publicaciones Cámara de Comercio y Cámara Sindical Agraria, hasta 1952, año en el que se instala definitivamente en Madrid. En esta capital, trabajó en el CSIC y en la Editora Nacional. Colaboró en las revistas poéticas Corcel, Espadaña, Garcilaso. Juventud creadora, Poesía de España y Poesía Española, entre otras. Participó en los Congresos de Poesía de Segovia, (del 17 al 24 de junio de 1952) y Salamanca  (5 de julio de 1953). En 1995 es nombrado doctor honoris causa por la Universidad Internacional Menéndez y Pelayo de Santander. Además en 1998, recibe, como reconocimiento final a su trabajo, el Premio Cervantes. Fue elegido miembro de la Real Academia Española en 1999, pero no llegó a tomar posesión. En 2002 es nombrado también doctor honoris causa de la Universidad de Turín. 
Falleció el 21 de diciembre de 2002 a los 80 años de edad en Madrid. Sus cenizas se enterraron inicialmente en el Cementerio de la Almudena, pero desde el 28 de marzo de 2003, se honran en el Pabellón de Santanderinos Ilustres situado en la entrada del Cementerio de Ciriego de la capital cántabra.
Hierro tenía la superstición de no poder escribir en su propia casa; de ese modo, era habitual verlo en algunos cafés de Madrid, donde desarrolló toda su obra con minuciosidad; él mismo confesaba que algunos de sus poemas tardaron años en encontrar la forma definitiva.

## Galardones y reconocimientos
José Hierro fue Premio Adonáis en 1947, Premio Nacional de Poesía (1953 y 1999), Premio de la Crítica (1958, 1965 y 1998), Premio de la Fundación Juan March (1959), Premio Príncipe de Asturias de las Letras en 1981, Premio Fundación Pablo Iglesias en 1986, Premio Nacional de las Letras Españolas en 1990, Premio Reina Sofía de Poesía Iberoamericana en 1995, Premio Cervantes y de nuevo el Premio de la Crítica en 1998, Premio Europeo de Literatura Aristeión, Premio Francisco de Quevedo y el Premio Ojo Crítico Especial por la belleza de su obra en 1999.
Fue declarado Hijo Adoptivo de Cantabria en 1982. En 2002 se le concedió la Medalla de Madrid, ciudad en la que da nombre a dos bibliotecas públicas, la municipal y la de la Comunidad, más otra en la localidad de Alcorcón. El 25 de abril de 2008 la ciudad de Santander le rindió homenaje colocando un busto del poeta en el paseo marítimo, junto a Puertochico, inspirado en los versos de uno de sus poemas sobre la bahía: "Si muero, que me pongan desnudo, desnudo junto al mar. Serán las aguas grises mi escudo y no habrá que luchar". 
En San Sebastián de los Reyes (Madrid) también existe un busto del poeta frente al edificio que alberga la Universidad Popular José Hierro. En esta localidad tiene lugar el Premio Nacional de Poesía José Hierro, organizado por la Universidad Popular José Hierro y dotado con un único premio de 9000 euros. En Cabezón de la Sal (Cantabria), lugar que visitaba cada año con motivo de la velada de la poesía en el Día de Cantabria, también se le rindió tributo dedicándole una calle y colocando otro busto en el Parque del Conde San Diego.

## Legado
En 2003, con el impulso de la Comunidad de Madrid, el Ayuntamiento de Getafe y la familia Hierro se creó el Centro de Poesía José Hierro, un proyecto dedicado íntegramente al estudio, difusión y creación de su poesía y a perpetuar la memoria del poeta. En 2006 pasó a ser la Fundación Centro de Poesía José Hierro  donde se imparten talleres y seminarios y se organizan recitales de poesía y otros eventos de carácter artístico y literario. Además se puede disfrutar allí de la única exposición de pintura de José Hierro con carácter permanente. Era una afición que muchos desconocen más allá de lo meramente anecdótico, pero a la que José Hierro dedicó gran parte de su vida, sobre todo en sus últimos años.

## Evolución poética
Sus primeros versos aparecen en distintas publicaciones del frente republicano. Acabada la contienda, encarcelado con apenas 18 años de edad, esta experiencia vital quedará reflejada en dos libros casi simultáneos, singulares en el panorama lírico de los años cuarenta: Tierra sin nosotros (1947) y Alegría (1947) (Premio Adonáis). A ellos seguirán: Con las piedras, con el viento (1950) y Quinta del 42 (1953).
Se ha calificado de antirrealista Cuanto sé de mí (1957), libro que acentúa la preocupación verbal, reivindica ámbitos imaginativos y se aleja de la historia y del tiempo para acceder a la «sonora gruta del enigma». Estos elementos culminan en el Libro de las alucinaciones (1964), entre el irracionalismo y la ruptura con las categorías espacio-temporales. 
En 1974 publicó una nueva edición de Cuanto sé de mí; a la que seguirían: Agenda (1991), Emblemas neurorradiológicos (1995) y, ya a finales de los años 90 Cuaderno de Nueva York, considerada su mejor obra. Max Aub, en su Manual de historia de la literatura española, divide la obra de Hierro en dos fases: la primera «dolorida y personal, es, tal vez, la poesía social y narrativa más fina que por entonces se oyó» (Tierra sin nosotros, Alegría, intensidad que se irá diluyendo en Con las piedras, con el viento, Quinta del 42 y Cuanto sé de mí), para plantear una nueva voz reencontrada a partir del Libro de Alucinaciones. Otros críticos concluyen que la poesía de Hierro evoluciona desde la reivindicación testimonial (la memoria de un niño de la guerra) hacia un planteamiento más colectivo y existencial.

## Obra

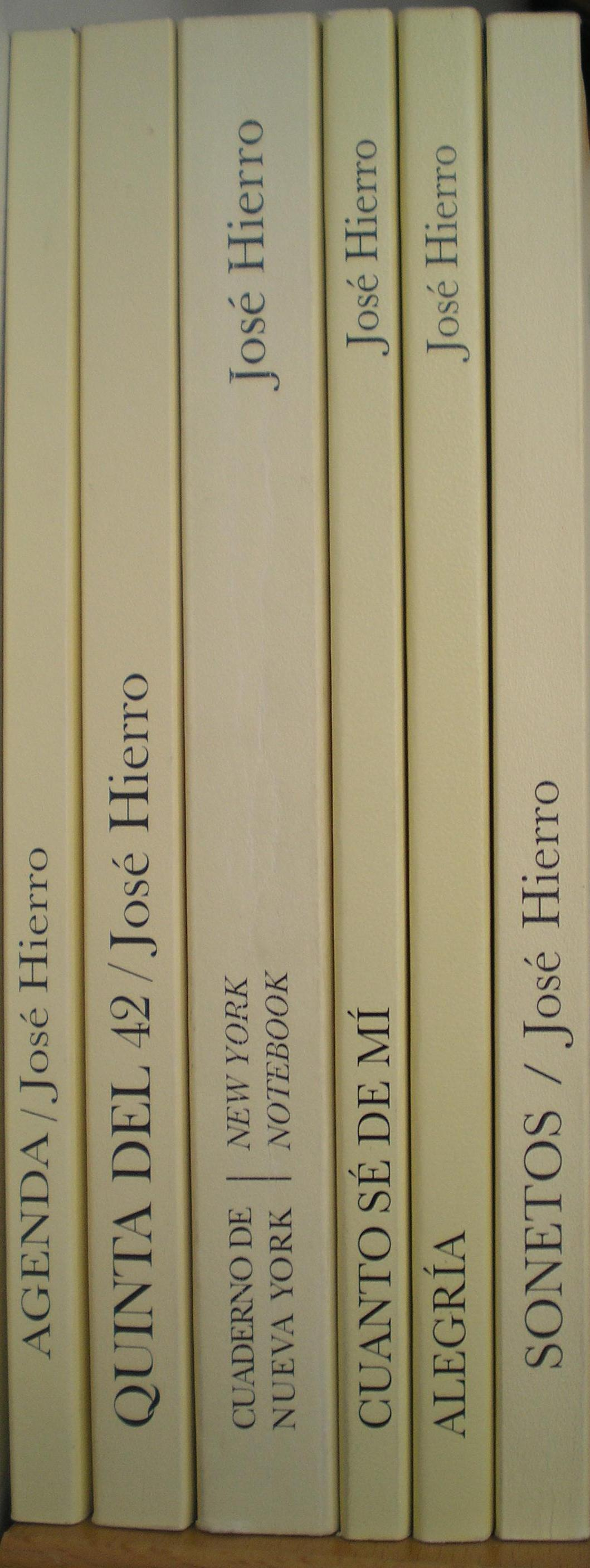
Libros de José Hierro.

José Hierro produjo las siguientes obras, principalmente poéticas:

### Libros de poesía
- Tierra sin nosotros (1947)
- Alegría (1947)
- Con las piedras, con el viento (1950)
- Quinta del 42 (1952)
- Estatuas yacentes (1955)
- Cuanto sé de mí (1957)
- Libro de las alucinaciones (1964)
- Agenda (1991)
- Prehistoria literaria, 1937-1938 (1991)

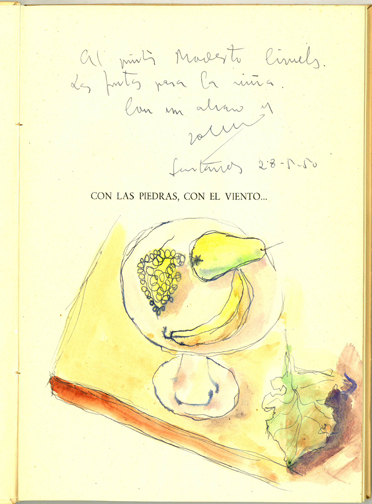
Dedicatoria y dibujo original de José Hierro a Modesto Ciruelos, en su libro: Con las piedras, con el viento. Santander, 1950.

- Cuaderno de Nueva York (1998)

### Antologías poéticas
- Antología (1953)
- Poesía del momento (1957)
- Poesías completas. 1944-1962 (1962)
- Cuanto sé de mí (1974). Poesías completas.
- Cabotaje (1989)
- Emblemas neurorradiológicos (1995)
- Sonetos (1999)
- De Cantabria, del mar y otras nostalgias (2001)
- José Hierro. Poesías completas (1947-2002) (2009)
- Hay caminos Antología homenaje a José Hierro (2012).
- Hierro ilustrado (2012). Antología poética y gráfica.
- Poesías completas (2009, Visor)

### Otros
- Problemas del análisis del lenguaje moral (1970), ensayo.
- Reflexiones sobre mi poesía (1984), ensayo.
- Quince días de vacaciones (1984), prosa.
- Guardados en la sombra (2002), prosa.
- Cuentos reunidos (2012), prosa.

| Predecesor: -                         | Premio Príncipe de Asturias de las Letras 1981      | Sucesor: Gonzalo Torrente Ballester y Miguel Delibes         |
| Predecesor: Guillermo Cabrera Infante | Premio Miguel de Cervantes 1998                     | Sucesor: Jorge Edwards ¿Dónde esta el niño que yo era antes? |
| Predecesor: José María de Areilza     | Académico de la Real Academia Española Silla E 2002 | Sucesor: José Manuel Sánchez Ron                             |